# First Monday
First Monday è una rivista accademica mensile open access, sottoposta a revisione paritaria, che si occupa di ricerca su Internet e pubblicata negli Stati Uniti.

## Pubblicazione
La rivista è sponsorizzata e ospitata dall'Università dell'Illinois a Chicago. Viene pubblicata il primo lunedì di ogni mese. Nel 2011, la rivista aveva un tasso di accettazione di circa il 15%.
La rivista non ha costi di elaborazione degli articoli e non ha pubblicità.